# Bindus
Bindus a vizek, más értelmezések szerint a források és erdők istene az illír mitológiában. Tisztelete elsősorban a római hódítás idejéből, az i. e. 1. század utáni időszakból ismert. Kultusza a japodok és a liburnok körében volt jelentős, alakját többnyire a római mitológia Neptunusával azonosították, innen gyakori Bindus Neptunus elnevezése. A japodok a mai Bihács közelében, a Privilica-forrásnál az i. sz. 1–2. század körül szentélyt emeltek Bindusnak. Ábrázolásaiban egyszerű és köznapi, mentes a görög és római mitológiák isteneinek attribútumaitól.